# Chastel
Chastel é uma comuna francesa na região administrativa de Auvérnia-Ródano-Alpes, no departamento de Alto Loire. Estende-se por uma área de 27 km². Em 2010 a comuna tinha 130 habitantes (densidade: 4,8 hab./km²).